# Pala Colonna
Die Pala Colonna ist ein Altargemälde des italienischen Renaissance-Malers Raffael.
Es zeigt eine Sacra Conversazione mit der thronenden Jungfrau Maria und dem Christuskind, dem Johannesknaben und vier Heiligen.
Die Haupttafel des um 1501 und 1506 in Perugia entstandenen Altarbildes befindet sich im Metropolitan Museum of Art in New York. Es ist das einzige Altarbild Raffaels in den Vereinigten Staaten und wurde seit 1913 ausschließlich in den USA gezeigt.
Die ursprünglich zur Pala gehörende fünfteilige Predella wurde im 17. Jahrhundert zerteilt, die einzelnen Bilder befinden sich in vier verschiedenen Museen in den USA und in Europa.

## Daten
Sacra Conversatione: 172,4 × 172,4 cm; The Metropolitan Art Museum, New York
Lünette: 64,8 × 171,5 cm;
Predella
Franz von Assisi: 25,8 × 16,8 cm, Dulwich Picture Gallery, London
wahrscheinlich eine Schülerarbeit
Christus am Ölberg: 23,5 × 28,8 cm, The Metropolitan Art Museum, New York
Der Gang nach Golgotha: 24,4 × 85,5 cm; Öl auf Pappelholz; National Gallery, London
Pietà: 24 x2 8 cm; Isabella Stewart Gardner Museum, Boston
Antonius von Padua: 25,6 × 16,4 cm; Dulwich Picture Gallery, London
wahrscheinlich eine Schülerarbeit

## Geschichte
Wie Giorgio Vasari in seinen Vite schreibt, schuf Raffael in Perugia ein Altarbild für die Nonnen des Hl. Antonius von Padua: „Die Madonna mit dem Christuskind auf dem Schoss, das er nach dem Wunsch der frommen Frauen ganz bekleidet darstellte, ihr zu seiten Petrus, Paulus, die heilige Cäcilia und die heilige Katharina. […] Darüber stellte er in einem  Halbkreis einen herrlichen Gottvater und auf der Altarstaffel drei Szenen in kleinen Figuren dar: Christus am Ölberg, Christus unter dem Kreuz […] und schliesslich den toten Christus im Schoss seiner Mutter.“
Dieses Altarbild wurde 1661 zerteilt, um die Predellenbilder einzeln zu verkaufen. 1663 erwarb Christine von Schweden die drei Bilder und die beiden kleinen Heiligen rechts und links. Die fünf Bilder wurden durch Kopien ersetzt. 1677 verkauften die Nonnen, wahrscheinlich aus finanzieller Not, die Haupttafel zusammen mit der Lünette, die ebenfalls durch eine Kopie ersetzt wurden, an Giovanni Antonio Bigazzini, der das Bild 1678 an die Colonna verkaufte, nach denen die Pala ab jetzt benannt wurde. Im Zuge der Eroberung Italiens durch Napoleon und dem damit in Italien einhergehenden Aderlass an Kunstwerken, kam die Pala an die Bourbonen. Erster Besitzer war Ferdinand I., König beider Sizilien und dann nacheinander seine Nachfolger Franz I. und Ferdinand II. Als Ferdinand Italien verlassen musste, nahm er das Bild mit nach Spanien ins Exil. 1867 ließ er das Bild durch den spanischen Diplomaten Salvador Bermudez de Castro, Duca di Ripalda (1617–1883), zum Verkauf anbieten. Das Bild erregte die Aufmerksamkeit von William Boxall (1800–1879), dem damaligen Leiter der National Gallery in London, der sich erfolglos bemühte, die englische Regierung zum Kauf des Bildes zu bewegen. Daraufhin überließ de Castro das Bild leihweise  Kaiserin Eugénie, die es im Louvre ausstellen ließ. Bei Ausbruch des Deutsch-Französischen Kriegs 1870 verschiffte der Agent das Bild nach London, wo es in der National Gallery ausgestellt wurde. Anstatt für dieses Bildes entschied sich die National Gallery jedoch für die Madonna Ansidei, die zur gleichen Zeit zum Verkauf stand. Verkaufsangebote an verschiedenen amerikanische Kunstsammler, darunter auch an Isabella Stewart Gardner, blieben ohne Erfolg. Der Londoner Kunsthändler Martin Colaghi ließ es restaurieren und reichte es an den österreichischen Kunsthändler Charles Sedelmeyer weiter, der es in seiner exklusiven Pariser Galerie ausstellte.
1901 verkaufte Sedelmeyer schließlich das Bild an den US-amerikanischen Industriellen, Bankier und Kunstsammler John Pierpont Morgan für die Summe von 2 Millionen Francs (400.000 $). Nach dem Tod Morgans stifteten seine Erben 1916 gemäß dem Wunsch Morgans das Bild dem Metropolitan Museum of Art.
2006 stellte das Metropolitan Museum of Art erstmals die vollständige Pala mit allen Predellenbildern aus.

## Beschreibung
Das Altarbild besteht aus einer fast quadratischen Bildtafel, einer Lünette sowie einer fünfteiligen Predella.

### Die Lünette
Im Zentrum der kreissegmentförmigen Lünette befindet sich auf blauem Untergrund eine Darstellung des Pantokrator mit Segensgestus und einer blauen Weltkugel in der linken Hand. Flankiert wird er von zwei Engeln, der eine die Hände zum Gebet gefaltet, der andere die Arme vor der Brust verschränkt. Zwei kleine, sechsflügelige Engelsköpfe (Cherubim) befinden sich rechts und links vor seinem Haupt.

### Maria mit Kind und Johannesknabe in Gesellschaft von vier Heiligen
In der Haupttafel der Pala Colonna sind zwei häufige Bildtypen der abendländischen Sakralkunst miteinander verknüpft: eine Sacra Conversazione und eine Madonna mit Kind und Johannesknabe. In der Darstellung von Maria, die in einen dunkelblauen, sternenübersäten Mantel gekleidet ist, der zudem ihr Haar bedeckt, lassen sich noch Anklänge an byzantinische Ikonenmalerei erkennen. Wie auch in der Ikonenmalerei, ist der Jesusknabe nicht nackt dargestellt, sondern trägt ein weißes, mit Ornamenten und goldenen Bordüren verziertes Kleid. Der Johannesknabe trägt unter seinem roten Mantel das für ihn typische Gewand aus Fell.
Marias aufwendig gestalteter Thron steht auf einem dreistufigen Sockel, der von einem Ehrenbaldachin überdacht ist. Die beiden Seitenlehnen des Throns sind als aufgerollte Voluten ausgebildet. Maria selbst sitzt vor einem kostbaren Ehrentuch aus rot-goldenem Brokat.
Flankiert wird sie von den beiden Aposteln Petrus und Paulus, sowie zwei weiblichen Heiligen, der Hl. Katharina von Alexandrien und  einer weiteren Heiligen, deren Identifizierung in der Kunstgeschichtsschreibung umstritten ist. Sind drei der Heiligen durch ihre kanonische Kleidung und ihre Attribute – zwei Schüssel für Petrus, das Schwert für Paulus und das Rad für Katharina – sicher zu identifizieren, gibt es bei der Zuordnung Heiligen mit dem Buch, der Märtyrerpalme und dem Blumenkranz im Haar unterschiedliche Deutungen, wobei die Heilige Dorothea gelegentlich mit Blumen im Haar dargestellt ist.
Der Thron selbst steht unter einem heiteren Himmel vor einer hügeligen, umbrischen Landschaft.

### Die Predella
Predella der Pala Colonna, Rekonstruktion.
Die drei mittleren Predellenbilder erzählen Ereignisse aus der Passion Christ und werden von zwei schmalen Bildern von Mönchsheiligen gerahmt, zu denen der Nonnenkonvent einen besonderen Bezug hatte. Auf der linken Seite dargestellt ist Franz von Assisi als Franziskaner mit gegürteter Kutte und einem Wundmal auf der Brust. Die ehemalige Nonnengemeinschaft des Hl. Antonius von Padua, die den Altar bestellt hatte, gehörte als Tertiarierorden zu den Franziskanern, der von Franz von Assisi gegründet Ordensgemeinschaft.
Spiegelsymmetrisch auf der rechten Seite steht Antonius von Padua, der Namensgeber und Patron des Klosters. Er trägt als Franziskaner ebenfalls das Mönchshabit, das mit einem Strick mit Franziskanerknoten gegürtet ist. In der Hand hält er eine Lilie, sein übliches ikonografisches Heiligenattribut.
Die Bilderzählung der Passion beginnt mit einer Darstellung von Jesus im Garten Getsemane. Jesus kniet auf dem Boden, die drei Jünger, die ihn begleiten, sind eingeschlafen. Sein Gebet „Mein Vater, wenn es möglich ist, gehe dieser Kelch an mir vorüber“ (Mt. 26, 40) wird im Bild visualisiert durch den Engel mit dem Kelch am oberen rechten Bildrand.
Das breitformatige zentrale Bild erzählt eine weitere Episode aus der Passion. Jesus trägt das Kreuz und wird von bewaffneten Soldaten begleitet, ein Helfer treibt ihn mit einem Seil zur Eile an. Dargestellt ist das Treffen mit Simon von Cyrene, der Jesus hilft, das Kreuz zu tragen. Angeführt wird die Gruppe von zwei Reitern, die mit Mühe ihre nervös tänzelnden Pferde zügeln. Gefolgt wird die Gruppe von der Mutter Jesu, die sich vor Schmerz kaum auf den Beinen halten kann, und von drei Frauen gestützt werden muss sowie von Johannes, der die Hände ringt.
Das dritte Bild zeigt Maria mit ihrem toten Sohn auf dem Schoss. Johannes stützt den Oberkörper des Leichnams, während Maria Magdalena dessen Füße küsst. Zeugen der Szene sind Nikodemus und Josef von Arimathäa, der wie häufig mit einer turbanartigen Kopfbedeckung dargestellt ist, und der für die Bestattung des Verstorbenen ein Grab zur Verfügung gestellt hatte. Alle Passionsszenen spielen sich unter einem heiteren, fast wolkenlosen Himmel und vor einer hügligen, an Umbrien erinnernden Landschaft ab.